# Yarrow (kryptologi)
Yarrow, som betyder Rölleka (Achillea millefolium), är en kryptologisk algoritm (CSPRNG). Namnet hämtades från I Ching (易經) där Röllekans kvistar används i hexagram. 
Bruce Schneier, John Kelsey, och Niels Ferguson uppfann den. Den används i FreeBSD, OpenBSD och Mac OS.
En förenklad och kanske mer användbar algoritm finns i Fortuna. En sak som yarrow använder är slumpmässigt införda bitar av slump, som inte skall kunna gå att skilja från koden. Detta medför att en forcör måste skilja kod från icke-kod. Koden kan komma från t ex SHA-1